# Claude Durand (sociologue)
 (mai 2020).
Si vous disposez d'ouvrages ou d'articles de référence ou si vous connaissez des sites web de qualité traitant du thème abordé ici, merci de compléter l'article en donnant les références utiles à sa vérifiabilité et en les liant à la section « Notes et références ».
Pour les articles homonymes, voir Claude Durand (homonymie) et Durand.
Claude Durand, né le 18 juin 1927 à Bransles (Seine-et-Marne) et mort le 30 avril 2025 à Saint-Rémy-lès-Chevreuse (Yvelines), est un sociologue français, directeur de recherche honoraire au CNRS. Il dirige pendant 25 ans le Groupe de Sociologie du Travail de l'Université Paris VII. Auteur de 15 ouvrages de sociologie du travail et de 75 articles, Claude Durand rejoint le Centre Pierre Naville en 1995 de l'Université d'Evry, avec Michèle Durand (1928-2010) où il a coopéré à des recherches sur les biotechnologies.
Il avait auparavant travaillé aux côtés d’Alain Touraine dans les années 1950-1960, et contribué de manière décisive au développement d’une sociologie du travail d’inspiration friedmannienne.
En 1970, il fonde puis dirige le Groupe de Sociologie du Travail (GST – CNRS et Paris VII), qui s’est imposé durablement comme l’un des principaux pôles de sociologie du travail en France. Il est également reconnu internationalement pour ses travaux.

## Recherches
Ses recherches peuvent se regrouper en quatre thèmes principaux:
- Le travail et ses acteurs,
- L'action syndicale et les conflits sociaux,
- Les politiques sociales et les stratégies industrielles,
- Les biotechnologies et l'éthique de la recherche.

## Publications
- Les Ouvriers et le Progrès technique, J. Dofny, C. Durand, J. D. Reynaud, A. Touraine, Armand Colin, 1966, 274 p.
- Les Travailleurs et les changements techniques, C. Durand, D. Pécaut, A. Touraine, A.Willener, OCDE, 1966, 187 p.
- Conscience ouvrière et Action syndicale, C. Durand, Doctorat ès Lettres, Mouton, 1971, 258 p.
- Grèves revendicatives ou Grèves politiques, Acteurs, pratiques, sens du mouvement de Mai, P. Dubois, R. Dulong, C. Durand, S. Erbès-Seguin, D. Vidal, Anthropos, 1971, 550 p.
- De l'OS à l'ingénieur, Carrière ou Classe Sociale, C. Durand, M. Durand, Les Editions Ouvrières, Coll. Relations Sociales, 1971, 276 p.
- Travail, Salaires, Production, - Le contrôle des  cadences, C. Durand, C. Prestat, A. Willener, Mouton, 1972, 276 p.
- La Grève, P. Dubois, C. Durand, Presses de la Fondation nationale des Sciences Politiques, 1975, 377 p.
- Décentralisation industrielle et relations de travail, S. Bosc, P. Dubois, C. Durand, La Documentation française, 1975, 115 p.
- Le Travail enchaîné, organisation du travail et domination sociale, C. Durand, Editions du Seuil, 1978, 187 p., Traduction espagnole, Editions H. Blume, Madrid, 1979. Traduction hongroise, Editions Közgazdasagi, 1982.
- Chômage et Violence, Longwy en lutte, C. Durand, Editions Galilée, 1981, 291 p.
- De l'économie planifiée à l'économie de marché, l'intervention  de l'État dans l'industrie, C. Durand et al., Publisud, 1991, 371 p.
- La Coopération technologique internationale, les transferts de technologie, C. Durand et al., De Boeck, 1994, 406 p.
- Management et Rationalisation- Les multinationales occidentales en Europe de l'Est, C. Durand et al., De Boeck, 1997, 388 p.
- Sociologie du travail, C. Durand, Octares Editions, 2000, 259 p.
- Les Biotechnologies au feu de l'éthique, C. Durand, L'Harmattan, 2007, 236p.

## Direction d'ouvrages collectifs
- La Division du travail, Colloque de Dourdan, Paris, Editions Galilée, 1978, 336p.
- L'emploi, enjeux économiques et sociaux, Colloque de Dourdan, Paris, Maspéro, 1982, 443 p
- Le travail et sa sociologie, Essais critiques, Paris, L'Harmattan, Logiques Sociales, 1985, 301p.
- C. Durand, G. Bollier, (coord.) La nouvelle division du travail, L'Atelier, Paris, 1999, 268p.
- C. Durand, A. Pichon, (coord), Temps et temps libre, De Boeck-Université, Bruxelles, 2001, 320p.
- C. Durand, Alain Pichon, La puissance des normes, L’Harmattan, 2003, 324p.
- C. Durand (dir.), Regards sur les biotechnologies, L’Harmattan, 2004, 296 p.